# بنجامين مارتن (لاعب شطرنج)
بنجامين مارتن (بالإنجليزية: Benjamin Martin)‏ هو لاعب شطرنج نيوزيلندي، ولد في 1969 في نيوزيلندا.

## وصلات خارجية
- بنجامين مارتن على موقع الاتحاد الدولي للشطرنج (الإنجليزية)
- بنجامين مارتن على موقع مباريات الشطرنج (الإنجليزية)
- بنجامين مارتن على موقع 365Chess.com (الإنجليزية)
- بنجامين مارتن على موقع Chesstempo.com (الإنجليزية)
- بنجامين مارتن سجل أولمبياد الشطرنج على موقع OlimpBase.org (الإنجليزية)